# Paarskroonkoketkolibrie
De paarskroonkoketkolibrie (Stephanoxis loddigesii) is een vogel uit de familie Trochilidae (kolibries). De vogel is genoemd naar de Britse natuuronderzoeker George Loddiges.

## Verspreiding en leefgebied
Deze soort komt voor in oostelijk Paraguay, zuidelijk Brazilië en noordoostelijk Argentinië.